# Echeandia reflexa
Echeandia reflexa là một loài thực vật có hoa trong họ Măng tây. Loài này được (Cav.) Rose mô tả khoa học đầu tiên năm 1906.